# Chris Hughes (cầu thủ bóng đá)
Christopher Hughes (sinh ngày 5 tháng 3 năm 1984) là một tiền vệ bóng đá người Anh.
Hughes trước đó thi đấu cho Darlington và Scarborough. Anh thi đấu 45 trận quốc nội và ghi 2 bàn thắng trong 2 năm cho Darlington giai đoạn 2003-2005. Anh cũng từng thi đấu cho Scarborough với 23 trận quốc nội và 2 bàn thắng giai đoạn 2005-2006. Hughes gia nhập Gateshead năm 2006 trước đó là ở Scarborough. Khi dính chấn thương nặng ở mùa giải 2007-08, Hughes bị giải phóng hợp đồng bởi Gateshead vào tháng 5 năm 2008.

## Danh hiệu
Gateshead
- Chiến thắng play-off Northern Premier League Premier Division: 2007-08
- Á quân Durham Challenge Cup: 2007-08